# Du är Guds tempel och Guds ande bor i dig
Du är Guds tempel och Guds ande bor i dig är en sång med text och musik av Kai Kjäll-Andersson.

## Publicerad i
- Sångboken 1998 som nr 197.